# 1.ª edición de los Crunchyroll Anime Awards
La 1.ª edición de los Crunchyroll Anime Awards se llevó a cabo el 28 de enero de 2017, en honor a la excelencia en el anime de 2016. Crunchyroll anunció los premios en diciembre de 2016. El período de votación estuvo abierto entre el 3 y el 10 de enero. Los resultados se anunciaron el 11 de enero, excepto el premio al Anime del Año, que se anunció en vivo el 28 de enero. Crunchyroll informó que se recibieron 1.8 millones de votos de todo el mundo, la mayoría de los cuales provino de los Estados Unidos. Es la única edición que implementó el "Otro más popular".

## Récords
Kōtetsujō no Kabaneri dominó la lista de nominados, con un total de nueve nominaciones, incluido el Anime del Año. Mob Pyscho 100 siguió el liderazgo con ocho nominaciones, incluido el Anime del Año. Yuri on Ice ganó las siete nominaciones, incluido el premio inaugural de Anime del Año, aunque en medio de la controversia de los usuarios de Crunchyroll que se quejaron de que los premios ganados no eran merecidos, tras acusar especialmente a los fans de la serie de manipular la votación.

## Ganadores y nominados
Indica el ganador dentro de cada categoría, mostrado al principio y resaltado en negritas. A continuación se listan los nominados y ganadores de los Crunchyroll Anime Awards:
| Anime del Año - Yuri on Ice — MAPPA - Shōwa Genroku Rakugo Shinjū — Studio Deen - Boku Dake ga Inai Machi — A-1 Pictures - Joker Game — Production I.G. - Kōtetsujō no Kabaneri — Wit Studio - Kiznaiver — Trigger - Mob Psycho 100 — Bones - My Hero Academia — Bones - Re:Zero kara Hajimeru Isekai Seikatsu — White Fox                            | Héroe del Año - Izuku "Deku" Midoriya — My Hero Academia - Mob — Mob Psycho 100 - Mumei — Kōtetsujō no Kabaneri - Satoru Fujinuma — Boku Dake ga Inai Machi - Otro Más Popular: Josuke Higashikata — JoJo's Bizarre Adventure: Diamond Is Unbreakable                                                              |
| Villano del Año - Gaku Yashiro — Boku Dake ga Inai Machi - Biba — Kōtetsujō no Kabaneri - Tomura Shigaraki — My Hero Academia - Yoshikage Kira — JoJo's Bizarre Adventure: Diamond Is Unbreakable - Otro Más Popular: Betelgeuse — Re:Zero kara Hajimeru Isekai Seikatsu                                                                              | Mejor Personaje Masculino - Yuri Katsuki — Yuri on Ice - Arataka Reigen — Mob Psycho 100 - Izuku "Deku" Midoriya — My Hero Academia - Yakumo Yuurakutei — Shōwa Genroku Rakugo Shinjū - Otro Más Popular: Josuke Higashikata — JoJo's Bizarre Adventure: Diamond Is Unbreakable                                    |
| Mejor Personaje Femenino - Rem — Re:Zero kara Hajimeru Isekai Seikatsu - Mumei — Kōtetsujō no Kabaneri - Nico Niiyama — Kiznaiver - Ochaco Uraraka — My Hero Academia - Otro Más Popular: Megumin — KonoSuba! | Mejor Opening - "History Maker" por Dean Fujioka — Yuri on Ice - "99" por Mob Choir — Mob Psycho 100 - "Kabaneri of the Iron Fortress" por Egoist — Kōtetsujō no Kabaneri - "Usurai Shinjū" por Megumi Hayashibara — Shōwa Genroku Rakugo Shinjū - "Re:Re:" por Asian Kung-Fu Generation - Boku Dake ga Inai Machi |
| Mejor Ending - "You Only Live Once" por Wataru Hatano — Yuri on Ice - "ninelie" por Aimer ft. chelly de Egoist — Kōtetsujō no Kabaneri - "Pipo Password" por TeddyLoid ft. Bonjour Suzuki — Uchū Patrol Luluco - "'Refrain Boy" por ALL OFF — Mob Psycho 100 - Otro Más Popular: "Styx Helix" por Myth & Roid — Re:Zero kara Hajimeru Isekai Seikatsu | Mejor Animación - Yuri on Ice — MAPPA - Flip Flappers — 3Hz - Kōtetsujō no Kabaneri — Wit Studio - Mob Psycho 100 — Bones - Otro Más Popular: Re:Zero kara Hajimeru Isekai Seikatsu — White Fox |
| Mejor Escena de Combate - Shigeo vs. Koyama — Mob Psycho 100 - Altland vs. Moss — Mobile Suit Gundam: Iron-Blooded Orphans - Deku vs. Kacchan — My Hero Academia - Mumei vs. Kabane — Kōtetsujō no Kabaneri - Otro Más Popular: Naruto vs. Sasuke — Naruto Shippuden                                                                                  | Mejor Drama - Boku Dake ga Inai Machi — A-1 Pictures - Shōwa Genroku Rakugo Shinjū — Studio Deen - Joker Game — Production I.G. - Kiznaiver — Trigger - Otro Más Popular: Orange — TMS Entertainment |
| Mejor Comedia - Sakamoto desu ga? — Studio Deen - Keijo!!!!!!!! — Xebec - KonoSuba! — Studio Deen - Uchū Patrol Luluco — Trigger - Otro Más Popular: Nanbaka — Satelight | Mejor Pareja - Yuri y Victor — Yuri on Ice - Luluco y Nova — Uchū Patrol Luluco - Katsuhira y Sonozaki — Kiznaiver - Satoru y Kayo — Boku Dake ga Inai Machi - Otro Más Popular: Subaru y Rem — Re:Zero kara Hajimeru Isekai Seikatsu                                                                              |
| Mejor Acción - Mob Psycho 100 — Bones - My Hero Academia — Bones - Drifters — Hoods Entertainment - Kōtetsujō no Kabaneri — Wit Studio - Otro Más Popular: JoJo's Bizarre Adventure: Diamond is Unbreakable — David Production | Escena Más Conmovedora - "El beso" — Yuri on Ice - "La primera comida casera de Kayo" — Boku Dake ga Inai Machi - "Kakeru y Suwa aprenden a entenderse" — Orange - "Makoto sobrevuela su nuevo hogar" — Flying Witch - Otro Más Popular: "Confesión de Rem" — Re:Zero kara Hajimeru Isekai Seikatsu                |
| Fuente: | |

## Estadísticas

### Anime con múltiples nominaciones
| Nominaciones | Anime                                 |
| ------------ | ------------------------------------- |
| 9            | Kōtetsujō no Kabaneri                 |
| 8            | Mob Psycho 100                        |
| 7            | My Hero Academia                      |
| 7            | Yuri on Ice                           |
| 7            | Boku Dake ga Inai Machi               |
| 7            | Re:Zero kara Hajimeru Isekai Seikatsu |
| 4            | Shōwa Genroku Rakugo Shinjū           |
| 4            | Kiznaiver                             |
| 4            | Jojo's Bizarre Adventure              |
| 3            | Uchū Patrol Luluco                    |
| 2            | Joker Game                            |
| 2            | Konosuba                              |
| 2            | Orange                                |

### Anime con múltiples victorias
| Gana | Anime                   |
| ---- | ----------------------- |
| 7    | Yuri on Ice             |
| 2    | Boku Dake ga Inai Machi |
| 2    | Mob Psycho 100          |